# ماكوتو كاكودا
ماكوتو كاكودا (باليابانية: 角田 誠) (10 يوليو 1983 في يوجي في اليابان – )؛ هو لاعب كرة قدم ياباني سابق كان يلعب كمدافع.

## وصلات خارجية
- ماكوتو كاكودا على موقع الاتحاد الدولي (مؤرشف)  (الإنجليزية)
- ماكوتو كاكودا على موقع رابطة كرة القدم اليابانية للمحترفين (اليابانية)
- ماكوتو كاكودا على موقع قاعدة بيانات كرة القدم.إي يو (الإنجليزية)
- ماكوتو كاكودا على موقع Soccerway.com (الإنجليزية)
- ماكوتو كاكودا على موقع عالم كرة القدم.نت (الإنجليزية)
- ماكوتو كاكودا على موقع كووورة